# Ficedula
Ficedula Brisson, 1760 è un genere di uccelli della famiglia Muscicapidae.

## Tassonomia
Il Congresso ornitologico internazionale attribuisce al genere Ficedula le seguenti specie:
- Ficedula albicilla (Pallas, 1811) - pigliamosche della taiga
- Ficedula albicollis (Temminck, 1815) - balia dal collare
- Ficedula basilanica (Sharpe, 1877) - pigliamosche ardesia minore
- Ficedula bonthaina (Hartert, 1896) - pigliamosche del Lompobattang
- Ficedula buruensis (Hartert, 1899) - pigliamosche pettocannella
- Ficedula crypta (Vaurie, 1951) - pigliamosche criptico
- Ficedula disposita (Ripley e Marshall, 1967) - pigliamosche furtivo
- Ficedula dumetoria (Wallace, 1864) - pigliamosche pettorossiccio
- Ficedula elisae (Weigold, 1922) - pigliamosche della Cina
- Ficedula harterti (Siebers, 1928) - pigliamosche di Sumba
- Ficedula henrici (Hartert, 1899) - pigliamosche di Damar
- Ficedula hodgsonii (J.Verreaux, 1871) - pigliamosche dorsoardesia
- Ficedula hyperythra (Blyth, 1843) - pigliamosche ciglianivee
- Ficedula hypoleuca (Pallas, 1764) - balia nera
- Ficedula mugimaki (Temminck, 1835) - balia mugimaki
- Ficedula narcissina (Temminck, 1835) - pigliamosche narciso
- Ficedula nigrorufa (Jerdon, 1839) - pigliamosche nerorossiccio
- Ficedula parva (Bechstein, 1792) - pigliamosche pettirosso
- Ficedula platenae (Blasius, 1888) - pigliamosche di Palawan
- Ficedula riedeli (Büttikofer, 1886) - pigliamosche delle Tanimbar
- Ficedula rufigula (Wallace, 1865) - pigliamosche golarossiccia
- Ficedula sapphira (Blyth, 1843) - pigliamosche zaffiro
- Ficedula semitorquata (Homeyer, 1885) - balia caucasica
- Ficedula speculigera (Bonaparte, 1850) - balia dell'Atlante
- Ficedula strophiata (Hodgson, 1837) - pigliamosche golarossa
- Ficedula subrubra (Hartert e Steinbacher, 1934) - pigliamosche del Kashmir
- Ficedula superciliaris (Jerdon, 1840) - pigliamosche oltremarino
- Ficedula timorensis (Hellmayr, 1919) - pigliamosche bandanera
- Ficedula tricolor (Hodgson, 1845) - pigliamosche bluardesia
- Ficedula westermanni (Sharpe, 1888) - pigliamosche bianconero
- Ficedula zanthopygia (Hay, 1845) - pigliamosche groppagialla